# IPAS

Lage des IPAS in Euskirchen

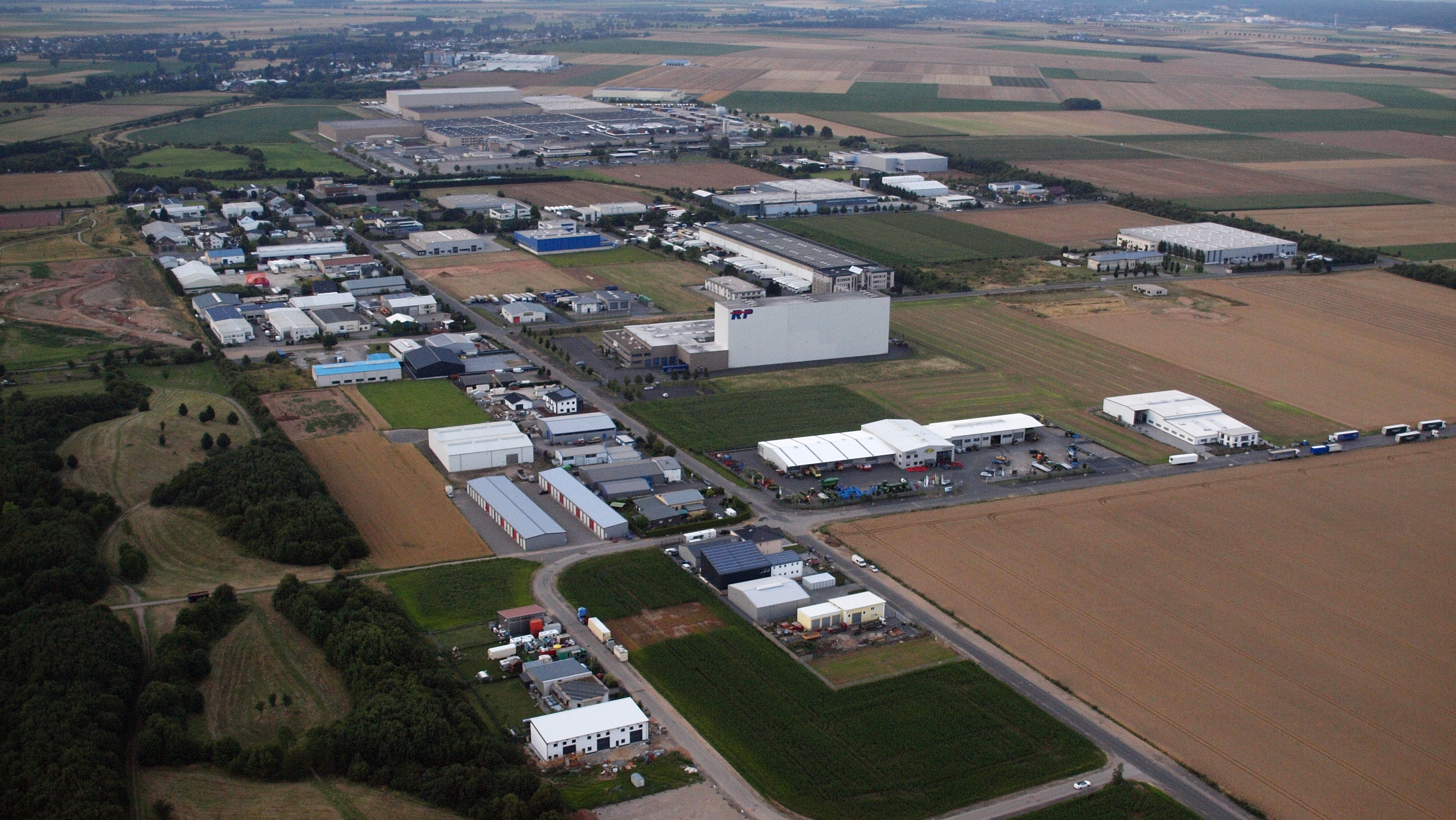
Luftaufnahme des IPAS (2015)

IPAS (Initialwort für den Industrie-Park Am Silberberg) ist ein Industrie- und Gewerbegebiet in Euskirchen.

## Kerndaten
Der IPAS wurde Anfang der 1980er auf offenem Feld entlang der beiden Euskirchener Stadtteile Großbüllesheim und Wüschheim unter dem Namen Gewerbegebiet Großbüllesheim-Wüschheim gegründet, um das innenstadtnahe Gewerbegebiet EURO-Park zu entlasten und großzügigere Gewerbeflächen anbieten zu können. Gleich zu Beginn siedelte sich der global tätige Konsumgüterkonzern Procter & Gamble, der in Euskirchen Windeln der Marke Pampers für über 30 Länder produziert, im Norden des neuen Industrie- und Gewerbegebietes an. Weitere Großunternehmen wie das irische Verpackungsunternehmen Smurfit Kappa folgten.
Seit 2016 wurden weitere Großprojekte realisiert, unter anderem das erste 34.000 m² große Logistikzentrum des Kontraktlogistikers DHL Supply Chain, welches 2018 durch ein zweites kleineres Logistikzentrum auf dem benachbarten Grundstück ergänzt wurde. Hinzu kam außerdem eine Tankstelle, ein Umschlaglager des Versandhändlers Amazon und eine Betriebsstätte des Taschenherstellers Fond of Bags.
Der IPAS hat eine Gesamtfläche von rund 2 Mio. m² und ist damit das größte zusammenhängende Industrie- und Gewerbegebiet im Kreis Euskirchen. Über 70 Betriebe mit insgesamt über 4.000 Beschäftigten haben sich inzwischen dort niedergelassen. Ein Großteil der Betriebe setzt sich aus metallverarbeitenden Unternehmen, Logistikdienstleistern sowie Schaustellerbetrieben zusammen. Der Industriepark liegt verkehrsgünstig am Autobahnzubringer zur A 61 und verfügt über einen eigenen Bahnanschluss. Durch die geplante Verlegung der B 56 als nördliche Ortsumgehung von Euskirchen würde in Zukunft zusätzlich ein Anschluss an die A 1 entstehen, jedoch wurde dieses Bauvorhaben im neuesten Bundesverkehrswegeplan herabgestuft, sodass die Realisierung in unvorhersehbarer Ferne liegt.
Zur Versorgung besitzt der IPAS ein eigenes Umspannwerk, eine Erdgashochdruckleitung und einen eigenen Gleisanschluss, der in die Eifelstrecke mündet. Die verhältnismäßig schlechte Breitbandversorgung aufgrund zu großer Entfernungen zur nächsten Vermittlungsstelle in Euskirchen wurde durch den Ausbau eines eigenen Glasfasernetzes sowie mittels eines zentral positionierten Mobilfunkmastes ausgeglichen.
Zwischen dem IPAS und der Wohnbebauung des Stadtteiles Großbüllesheim verläuft eine etwa 1,3 Kilometer lange Parkanlage namens Grüngürtel Großbüllesheim mit Freizeitwiesen. Im Norden des Parks liegt die Campussportanlage Wüschheim-Büllesheim mit einem großen Kunstrasen-Sportplatz und einem Soccer-Court. Früher stand dort auch eine Turnhalle, die jedoch 2021 abgerissen und durch einen Neubau ersetzt werden soll, welcher ebenfalls als Dorfgemeinschaftshaus für Kleinbüllesheim, Großbüllesheim und Wüschheim dienen soll.

## PrimeSite Rhine Region
Im Nordosten war geplant, das Gebiet um weitere 205 Hektar zu erweitern, womit es auch auf das Gemeindegebiet von Weilerswist und dessen Ortsteil Ottenheim übergreifen würde. Dieses unter dem Namen „PrimeSite Rhine Region“ vermarktete Areal wurde für industrielle Großvorhaben reserviert. 2001 und 2013 bekundeten die Unternehmen BMW und Haribo bereits Interesse an Investitionen an diesem Standort, entschieden sich dann aber doch dagegen. In der Vergangenheit war dort außerdem ein 10.000 m² großes Areal für die Ansiedelung eines Hotels und Restaurants geplant. Im Moment ist die Fläche unbebaut und wird landwirtschaftlich genutzt.

## Busanbindung
Im IPAS befinden sich fünf Bushaltestellen der SVE, welche von den Bussen der Linie 866 angefahren wird.
| Linie | Betreiber | Verlauf              |
| ----- | --------- | -------------------- |
| 866   | SVE       | Euskirchen Bf – IPAS |